# Melipona quadrifasciata
Melipona quadrifasciata är en biart som beskrevs av Amédée Louis Michel Lepeletier 1836. Melipona quadrifasciata ingår i släktet Melipona och familjen långtungebin. Inga underarter finns listade i Catalogue of Life.

## Bildgalleri

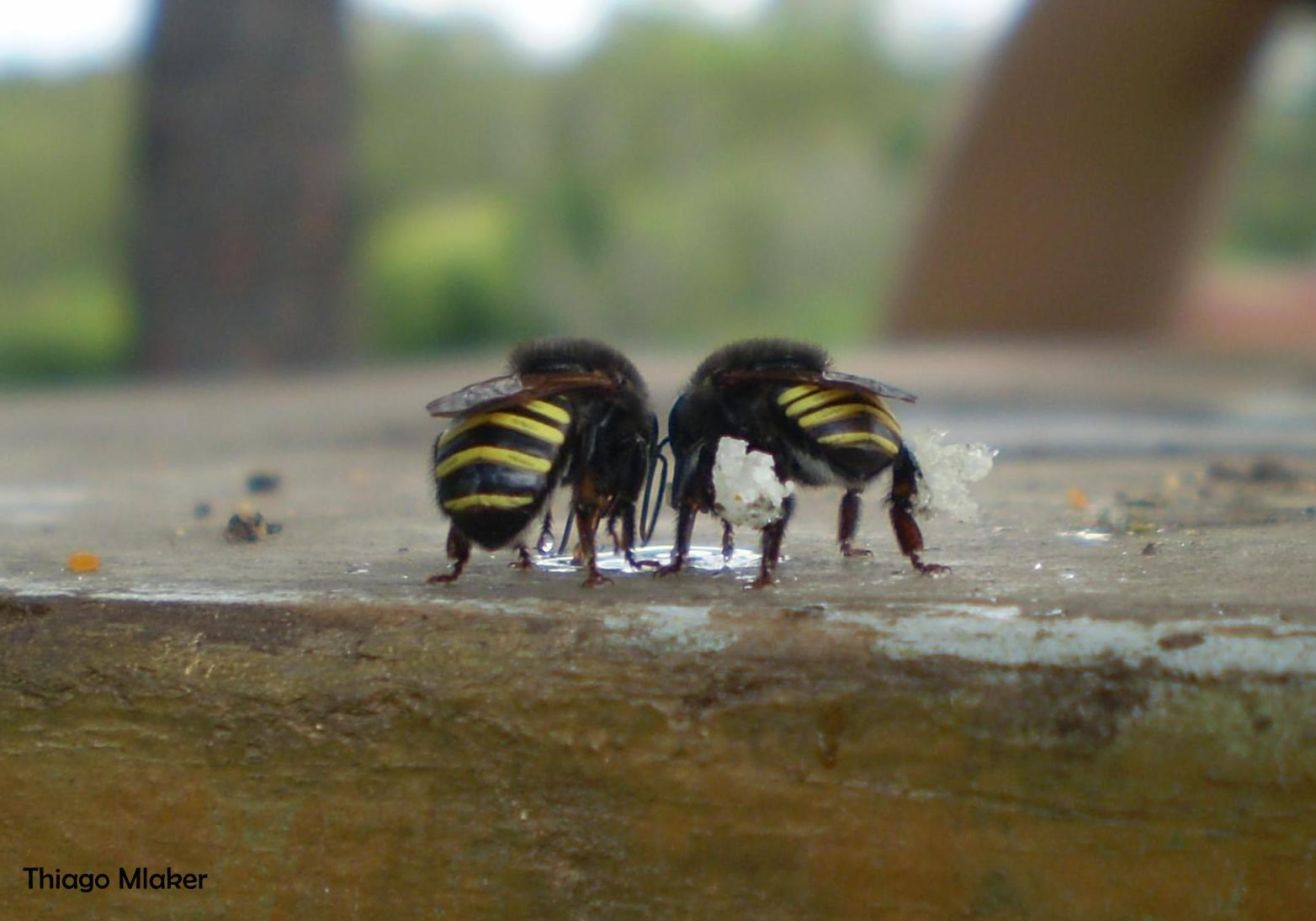